# Centre d'Estudis Ignasi Iglésias
El Centre d'Estudis Ignasi Iglésias és una associació sense ànim de lucre que té com a objectiu investigar i difondre el passat de l'antic poble, avui barri, de Sant Andreu de Palomar i per extensió de tot el Pla de Barcelona, i vetllar per la conservació del seu patrimoni històric i cultural.

## Història
L’any 1982 un grup de veïns i de veïnes funden l’Arxiu Històric de Sant Andreu de Palomar. Entre els fundadors hi trobem Martí Pous i Serra -president de l’entitat fins a la seva mort el 1997-, Joan J. Busqueta, Josep Bota, Jordi Sacasas, Jaume Seda, Carme Brossa, Manuel A. Raigada i Núria Postico entre d'altres. L’associació s'hostatjava en una de les sales del Centre Cívic de Sant Andreu i amb la creació de la xarxa d’arxius municipals de districte el 1987, l’entitat va canviar de nom i passà anomenar-se Centre d’Estudis Ignasi Iglésias, en honor al dramaturg i poeta andreuenc tot ocupant un dels baixos de la casa natal del poeta dels humils.
Les tasques del Centre d'Estudis Ignasi Iglésias es desenvolupen principalment en el camp de les ciències humanes i socials: col·labora en la dinamització de la vida associativa andreuenca i està en contacte amb totes les persones i entitats que, d'una manera o d'una altra, es dediquen a l'estudi de l'antic poble. També organitza conferències i xerrades divulgatives i ofereix assessorament històric i etnològic. Pertany a la Coordinadora de Centres d'Estudis de Parla Catalana - Institut Ramon Muntaner i és membre del Consell d'Entitats del Districte de Sant Andreu. La seu del Centre d'Estudis Ignasi Iglésias està situada al carrer d'Ignasi Iglésias núm. 33 de Sant Andreu del Palomar, a la casa on va néixer l'escriptor català Ignasi Iglésias i Pujadas l'any 1871.

## Publicacions
El Centre d'Estudis Ignasi Iglésias publica un seguit de llibres i revistes dedicats a la història de Sant Andreu i del Pla de Barcelona:
- Finestrelles: és una revista en format llibre iniciada el 1989. El seu contingut és una miscel·lània d'investigacions diverses amb un cos central comú.[1]
- Llibres de Finestrelles: es tracta d'una publicació monogràfica sobre un tema concret. Aquesta col·lecció es va iniciar el 2001.[1]
- El Forat del vent : revista de cultura de Sant Andreu de Palomar. L'any 2007, amb motiu del 25è aniversari del Centre d'Estudis Ignasi Iglésias, es va decidir renovar l'antic butlletí "Forat del Vent", iniciat el 1997. En aquesta nova etapa la revista es va editar en paper i en format digital fins al 2009. A la primavera de 2021 es va iniciar una tercera etapa, aquest cop només en format digital que funciona encara avui dia i es pot consultar a la web: ceiisantandreu.cat.[4]